# Bohumil Janda
Bohumil Janda (20. prosince 1900 Praha, Rakousko-Uhersko – 26. května 1982 Praha) byl český nakladatel, lexikograf, překladatel, knihkupec a také ho lze považovat za národního buditele.

## Život

### Činnost v nakladatelstvích
Vyučil se knihkupcem a po absolvování nakladatelské nástavby založil v roce 1918 nakladatelství Sfinx a ve dvacátých letech se svým bratrem Ladislavem Jandou i knihkupectví a knižní distribuci Kramerius, který se později s nakladatelstvím Sfinx sloučil. V roce 1935 Bohumil a Ladislav Jandové, literární kritik a historik Václav Tille a spisovatel Emil Vachek založili také klubové nakladatelství a kulturní spolek Evropský literární klub.
V letech 1919 až 1949 vydala obě nakladatelství více než 1100 knižních titulů (807 Sfinx, 321 ELK). Zaměřovala se na českou i světovou beletrii, odbornou literaturu, encyklopedie a také časopisy. K významným vydaným titulům patří např. titul pro posílení české národní hrdosti Co daly naše země Evropě a lidstvu, monumentální desetidílná Česká vlastivěda, vycházející v letech 1929 až 1936 (graficky upravená Jaroslavem Bendou), z roku 1940 je kniha Co daly české země lidstvu, nebo Encyklopedie výkonnosti, třísvazkové výpravné dílo z oblasti ekonomie. Janda též stál za vydáváním několika časopisů jako byly Literární noviny, podnikatelský měsíčník Typ, měsíčník kulturního čtenáře Měsíčník ELK, měsíčník pro životní kulturu Růst a Čtrnáctideník kulturního člověka.
Před rokem 1948 byl dlouholetým místopředsedou Svazu knihkupců a nakladatelů ČSR a předsedou jeho nakladatelského odboru. Také byl členem International Publisher’s Congress a zakládajícím členem Publisher’s Association of Small Nations (PASN).
Kolem Bohumila Jandy se sdružovaly významné osobnosti, např. Vítězslav Nezval, Josef Knap, Jaroslav Seifert, Josef Kopta, Emil Vachek, Rudolf Medek, Viktor Dyk, Bohumil Mathesius, Zdeněk Vančura, Vojtěch Jirát, Hugo Siebenschein, Milada Krausová-Lesná, Jiří Pober, Miroslav Novotný, Vladimír Kratochvíl, Vilém Mathesius, Toyen (Marie Čermínová), Jindřich Štýrský, Adolf Hoffmeister, Josef Bohuslav Foerster, Václav Tille, Josef Čapek či Max Švabinský, Max Brod, Gustav Meyrink, Franz Werfel, Václav M. Havel (otec prezidenta Václava Havla), Josef Horák, František Kovárna, Albert Pražák, František Langer, Jan Jesenský, Antonín Matějček, Vladimír Neff, Karel Josef Beneš, František Halas, Jaroslav Jan Paulík, Jiří Weil, Jindřich Štyrský, Oldřich Menhart, František Muzika a další. Podílely se na pořádání kulturních akcí v rámci ELK. Někteří z nich patřili k bezmála devíti stům autorům, redaktorům, překladatelům, poradcům nebo výtvarníkům nakladatelství ELK a nakladatelství Sfinx.

### Po roce 1948
Po roce 1948 byla komunisty do obou nakladatelství zavedena nucená správa. V roce 1949 byla činnost nakladatelství násilně ukončena a z nakladatelství ELK, nakladatelství Sfinx, nakladatelského družstva Máj a nakladatelství František Borový vznikl Československý spisovatel. Poté Bohumil Janda pracoval jako lesní dělník. V roce 1956 byl povolán k vedení nově vzniklé Encyklopedické kanceláře ČSAV, kde byl v letech 1956–1958 ředitelem. Později (po zorganizování kanceláře a sestavení lexikografického týmu) byl odvolán pro politickou a třídní nezpůsobilost, pak v kanceláři vedl až do roku 1972 přípravu ilustrací a tisku. Až na výjimky nesměl publikovat, účastnit se veřejného života a vykonávat práci nakladatele. Přesto stál u zrodu všech československých všeobecných encyklopedií, které vznikaly v letech 1919 až 1989.
Švédským lexikografem Svenem Lidmanem byl při jeho návštěvě Národní technickém muzeu v Praze označen za „jednoho z největších žijících evropských nakladatelů“.

### Rodina
Byl ženatý s Jiřinou Jandovou rozenou Venyšovou. Jeho bratři byli Ladislav Janda a Alojz Janda. Prasynovec Patrik Janda se dnes věnuje nakladatelské činnosti v nakladatelství Alfa.

## Publikační činnost

### Knihy
- JANDA, Bohumil (editor). Dokonalá zdravověda pro praktický život: Macfaddenova encyklopedie tělesné kultury. Praha: Sfinx, 1924.
- JANDA, Bohumil; DĚDIČOVÁ, Julie. Bibliografie encyklopedické literatury české a slovenské vydané v letech 1860 až 1967. Praha: Academia, 1969. 24 s. (Malá řada Encyklopedického ústavu; sv. 3). Dostupné online.

### Překlady
- POLEVOJ, Boris. Norimberský deník. Praha: Lidové nakladatelství, 1972.

### Články
- Budoucnost knihy ve světě elektronických médií, Typografia. – č. 1, 1979.
- Kniha pod diktátem bestselleru, Tvorba. – č. 40, 1974.
- Hoden jest autor mzdy své, Typografi. – č. 5, 1979.
- Revoluce čtenáře, Věda a život. – č. 1, 1969.
- Televize nepřítel knihy, Vesmír. – č. 4, 1971.
- Polyfónně o polygrafii, Vesmír. – č. 8, 1964.